# Bilasavar (Verwaltungsbezirk)
Bilasavar (persisch شهرستان بیله‌سوار) ist ein Schahrestan in der Provinz Ardabil im Iran. Er enthält die Stadt Bilasavar, welche die Hauptstadt des Verwaltungsbezirks ist. Der Bezirk grenzt im Norden an Aserbaidschan an und wird mehrheitlich von Aseris bewohnt. 

## Demografie
Bei der Volkszählung 2016 betrug die Einwohnerzahl des Schahrestan 51.404. Die Alphabetisierung lag bei 87 Prozent der Bevölkerung. Knapp 88 Prozent der Bevölkerung lebten in urbanen Regionen.
| Zensusjahr | Einwohnerzahl |
| ---------- | ------------- |
| 2011       | 53.768        |
| 2016       | 51.404        |